# Moses Gill
Moses Gill, född 18 januari 1734 i Charlestown (numera stadsdel i Boston), Massachusetts Bay-provinsen, död 20 maj 1800 i Boston, Massachusetts, var en amerikansk federalistisk politiker. Han var viceguvernör i delstaten Massachusetts från 1794 fram till sin död (dessutom tillförordnad guvernör från 1799 fram till sin död).
Gill var verksam som handelsman i Boston och gifte sig med prästdottern Sarah Prince. Svärfadern Thomas Prince arbetade som pastor för Old South Church i Boston. Gills första hustru dog 1771 och han gifte om sig med Rebecca Boylston. Det andra äktenskapet varade fram till hustruns död år 1798.
Gill efterträdde 1794 Samuel Adams som Massachusetts viceguvernör och avled år 1800 i ämbetet. Mellan 1799 och 1800 var Gill dessutom tillförordnad guvernör, eftersom guvernör Increase Sumner hade avlidit i ämbetet. Tio dagar efter Gills död tillträdde Caleb Strong som guvernör. Mellan 20 och 30 maj 1800 innehades delstatens högsta ämbete kollektivt av Massachusetts Governor's Council, med Thomas Dawes som ordförande. Orten Gill i Massachusetts har fått sitt namn efter Moses Gill.